# London Wildcats
Die London Wildcats waren eine kanadische Eishockeymannschaft aus London, Ontario. Das Team spielte in der Saison 1994/95 in der Colonial Hockey League.

## Geschichte
Das Franchise der St. Thomas Wildcats aus der Colonial Hockey League wurde 1994 von St. Thomas, Ontario, nach London, Ontario, umgesiedelt und in London Wildcats umbenannt. In ihrer einzigen Spielzeit, der Saison 1994/95, belegten die London Wildcats mit 70 Punkten den zweiten Platz der East Division. In den folgenden Playoffs um den Colonial Cup scheiterten sie bereits in der ersten Runde am späteren Finalisten Muskegon Fury mit 1:4 Siegen in der Best-of-Seven-Serie. Aufgrund geringer Zuschauerzahlen war das Team während der folgenden Spielzeit inaktiv.       
Vor der Saison 1996/97 wurde das Franchise nach Dayton, Ohio, umgesiedelt, wo es anschließend unter dem Namen Dayton Ice Bandits am Spielbetrieb der Colonial Hockey League teilnahm.

## Saisonstatistik
Abkürzungen: GP = Spiele, W = Siege, L = Niederlagen, T = Unentschieden, OTL = Niederlagen nach Overtime SOL = Niederlagen nach Shootout, Pts = Punkte, GF = Erzielte Tore, GA = Gegentore, PIM = Strafminuten
| Saison  | GP | W  | L  | T | OTL | SOL | Pts | GF  | GA  | Platz     | Playoffs                       |
| 1994/95 | 74 | 34 | 38 | 2 | —   | —   | 70  | 341 | 380 | 2., CoHLE | Niederlage in der ersten Runde |

## Team-Rekorde

### Karriererekorde
Spiele: 72  Trevor Dam
Tore: 43  Wayne Thompson
Assists: 59  Kent Hawley
Punkte: 94  Kent Hawley
Strafminuten: 165  Jason Taylor

## Bekannte Spieler
- Alexander Kuzminski